# Hugues Le Bars
Hugues Le Bars (né le 13 octobre 1950 à Versailles et mort le 1er novembre 2014 à La Queue-les-Yvelines) est un musicien français.

## Biographie
Hugues Le Bars est le fils de Charles Le Bars, artiste-peintre et sculpteur. Au début des années 1970, il s'installe au vert dans un petit village de l'Aisne (Jeancourt) où il monte son studio d'enregistrement. Son surnom d'alors est « Ch'Kinteu » (le chanteur, en langue picarde). Puis il quitte la Picardie et réside près de Montfort-l'Amaury. Il réinstalle son studio non loin des lions et des girafes de la réserve africaine de Thoiry. Il y réside pendant une vingtaine d'années avec sa compagne Marie et leurs enfants.
Il fait ses études secondaires au Lycée Henri-Martin de Saint-Quentin. Après une formation en école de cinéma, il entame une carrière de musicien de studio, compositeur, multi-instrumentiste. Il travaille pour le théâtre, la danse, le cinéma et la radio.

## Œuvre
Au cinéma, il est l'auteur de plusieurs bandes originales, notamment celle du film Les Côtelettes de Bertrand Blier, de Saint-Jacques… La Mecque de Coline Serreau et de Confessions d'un barjo de Jérôme Boivin. 
À la télévision, il fait la bande musicale de la série télévisée Oggy et les Cafards et le générique « bébé-funk » de La grande famille de Jean-Luc Delarue (Canal+) et de Paris-Première
À la radio, il compose le générique de nombreuses émissions (sur FIP, France Inter, France Culture).
Pour la danse, il travaille avec Maurice Béjart dont il met en musique neuf ballets. Sa rencontre avec le chorégraphe est fortuite: « Je m'étais enfui au Québec pour tout arrêter, la musique et l'amour. J'étais désespéré. Dans un théâtre, Béjart passait avec sa compagnie. Je suis entré, j'ai trouvé par hasard une amie d'enfance qui était danseuse et qui s'est débrouillée pour que je puisse assister aux répétitions. Ça m'a plu. “J'aimerais bien écrire des musiques pour ce gars-là”, ai-je lancé. Un an plus tard, mon amie me rappelait : “Écoute, il prépare un ballet policier (Le Concours) je crois que c'est le moment.” J'ai envoyé une cassette sur laquelle j'avais mis tout ce que j'avais fait jusqu'ici : génériques de pub et chansons pour enfants. Il m'a convoqué au Théâtre des Champs-Élysées, s'est mis derrière moi dans l'ombre et a dit : “Une danseuse va mourir. On ne sait pas qui ce sera. Vous travaillez vite ?” J'avais un peu peur, j'ai dit oui, ce qui était complètement faux. » Pour le spectacle Enfant-roi de Béjart, Hugues Le Bars s'inspire de ses souvenirs d'enfance et d'adolescence : « École buissonnière dans le parc, rendez-vous amoureux, fontaines impressionnantes d'érotisme. J'y ai mis tous mes souvenirs, c'est une musique de nostalgie et de sensualité. »
Il met également en musique des histoires pour enfants pour la collection Père Castor (Flammarion).
Il a également une carrière de compositeur-interprète, dont témoignent une demi-douzaine d'albums. Son album Ettoo est fortement inspiré par un long séjour au Japon en 2010. 
Intéressé par le bruitisme et la musique concrète, il aimait à insérer des sons bruts et en particulier des voix dans ses compositions. Il a notamment utilisé celles d'André Malraux, Maurice Béjart, Eugène Ionesco, Patrice Chéreau, Sonia Rykiel et Nathalie Rykiel.

## Discographie
- 1981 : Hugues Le Bars (33 tours, Barclay 200.260)
- 1986 : Musiques pour Malraux, ballet de Maurice Béjart  (33 tours, AREPO)
- 1989 : 1789... ET NOUS (musique du ballet de Maurice Béjart)
- 1991 : J'en ai marre
- 1995 : Zinzin
- 2001 : Musique pour Versailles
- 2010 : Massay Massey[7]
- 2013 : Ettoo

## Musiques de film
- 1992 : Confessions d'un barjo de Jérôme Boivin
- 2003 : Les Côtelettes de Bertrand Blier
- 2005 : Saint-Jacques… La Mecque de Coline Serreau